# مرد من (ترانه سیمین غانم)
«مرد من» از معروف‌ترین ترانه‌های سیمین غانم با شعری از ایرج جنتی عطایی و آهنگسازی بابک بیات است.

## ساخت
سیمین غانم دربارهٔ آهنگسازی این ترانه توسط بابک بیات می‌گوید:
حدودا سال ۱۳۵۱ بود که آهنگی از او [بابک بیات] اجرا کردم به نام «مرد من» که شعر آن از آقای جنتی عطایی بود. اولین بار او را در خانه‌اش ملاقات کردم. بسیار جوان، پرشور و پرکار بودند. او آرام، حساس و درون گرا به نظرم آمد. گویی شور آهنگسازی در دلش غوغا 
می‌کرد. وقتی پشت پیانو نشست و شروع کرد به نواختن ملودی «مرد من» انگار از دنیا و متعلقاتش رها شده و در عالم زیبایی‌ها سیر می‌کرد [...] بیات در این ترانه از زیروبم و وسعت صدای من به خوبی استفاده کرد، به خصوص در این ترانه مدلاسیون (پرش از نتی به نتهای بالاتر) به گوش می‌رسد که به زیبایی ترانه بسیار افزوده.

## سایر اجراها
این ترانه در مرحلهٔ دوم از فصل دوم آکادمی موسیقی گوگش و نیز برنامهٔ صدای برتر توسط شرکت‌کنندگان اجرا شد.